# Ropicomorphoides turneri
Ropicomorphoides turneri là một loài bọ cánh cứng trong họ Cerambycidae.